# Monostaechas
Monostaechas är ett släkte av nässeldjur. Monostaechas ingår i familjen Halopterididae.
Kladogram enligt Catalogue of Life:
| Monostaechas | \| \| Monostaechas faurei \| \| \| \| \| \| Monostaechas fisheri \| \| \| \| \| \| Monostaechas natalensis \| \| \| \| \| \| Monostaechas quadridens \| \| \| \| \| \| Monostaechas sibogae \| \| \| \| |
|              | \| \| Monostaechas faurei \| \| \| \| \| \| Monostaechas fisheri \| \| \| \| \| \| Monostaechas natalensis \| \| \| \| \| \| Monostaechas quadridens \| \| \| \| \| \| Monostaechas sibogae \| \| \| \| |
|              | Anarthroclada |
|              | |
|              | Antennella |
|              | |
|              | Antennellopsis |
|              | |
|              | Astrolabia |
|              | |
|              | Calvinia |
|              | |
|              | Corhiza |
|              | |
|              | Gattya |
|              | |
|              | Halopteris |
|              | |
|              | Nuditheca |
|              | |
|              | Pentatheca |
|              | |
|              | Schizotricha |
|              | |
|              | Monostaechas faurei |
|              | |
|              | Monostaechas fisheri |
|              | |
|              | Monostaechas natalensis |
|              | |
|              | Monostaechas quadridens |
|              | |
|              | Monostaechas sibogae |
|              | |

|  | Monostaechas faurei     |
|  |                         |
|  | Monostaechas fisheri    |
|  |                         |
|  | Monostaechas natalensis |
|  |                         |
|  | Monostaechas quadridens |
|  |                         |
|  | Monostaechas sibogae    |
|  |                         |